# Kulturkatedraler: Halden fængsel
Kulturkatedraler: Halden fængsel er en dansk dokumentarfilm fra 2014 med instruktion og manuskript af Michael Madsen.

## Handling
Man kan dømme et samfund på hvordan det behandler sine fanger, sagde Dostojevskij. Halden fængsel bliver kaldt "Verdens mest humane fængsel", og er tegnet af den danske arkitektstue Erik Møller Arkitekter. Kan en bygning i sig selv være med til at gøre dem, der opholder sig i den, til bedre mennesker? Fængslet huser nogle af Norges farligste fanger, og filosofien er, at design og arkitektur skal medvirke til at drabs- og voldtægtsforbrydere kommer ud som gode samfundsborgere. Hvordan påvirker det en indsat, at der ikke er gitre for vinduerne? Eller at der er store panoramavinduer med udsigt over naturen, og store mængder kunst i bygningen? Og er det kun æstetik, eller påvirker selve udformningen af rummene - akustikken, teksturen, luften - menneskerne, der kommer ind i, og som er nødt til at leve i bygningen? Kan et fængsel nogensinde blive humant?